# Morfjorden
Morfjorden er en fjord på nordsiden af Austvågøy i Hadsel kommune i Vesterålen i Nordland fylke  i Norge. Fjorden har indløb mellem Hakksteinneset i vest og Litlholmen i øst og går seks kilometer mod syd.
Sommarhusstranda og Sommarhus er to gårde på vestsiden af fjorden og på østsiden ligger Sellåter. Inderst i fjorden ligger gården Morfjord. 
Fylkesvej 888 (Nordland) går langs begge sider af fjorden. Statens vegvesen planlægger at bygge ny vej over fjorden, med fyld og kort bro.
På vestiden af fjorden ligger det 35,8 hektar store Morfjorden naturreservat på et næs med klitter, hvilket er en sjælden naturtype i Norge.